# 葉鱂
葉鱂為輻鰭魚綱鯉齒目鯉齒亞目鯉齒鱂科的其中一種，分布於中美洲墨西哥至貝里斯的淡水流域，體長可達6公分，可作為觀賞魚。

## 擴展閱讀
維基物種上的相關：葉鱂